# Tinacrucis aquila
Tinacrucis aquila es una especie de polilla de la familia Tortricidae. 

## Distribución
Se encuentra en Panamá.